# بازگنجشک نیکوباری
بازگنجشک نیکوباری (نام علمی: Accipiter butleri) یک گونه پرنده شکاری از خانواده بازان است. این گونه بومزاد جزایر نیکوبار هند است. دو زیرگونه وجود دارد، نژاد نمادین که در Car Nicobar در شمال مجمع الجزایر یافت می‌شود و A. b. obsoletus ، از کاتچال و کامورتا در بخش مرکزی نیکوبار. نمونه موزه‌ای که در اصل به این گونه از جزیره گریت نیکوبار نسبت داده شده بود، بعداً مشخص شد که یک بازگنجشک بسرا بود که اشتباه شناسایی شده بود. 